# Partido Joven Finlandés
El Partido Joven Finlandés o Partido Constitucional-Fennómano (en finés: Nuorsuomalainen Puolue o Perustuslaillis-Suomenmielinen Puolue) fue un partido político liberal y nacionalista en el Gran Ducado de Finlandia. Comenzó como un movimiento reformista de clase alta durante la década de 1870 y se formó como partido político en 1894.

## Contexto
La Industrialización y la apertura de la economía finlandesa por el Emperador Alejandro II dio espacio para el pensamiento económico liberal. Los Jóvenes Finlandeses se opusieron a los esfuerzos de rusificación que ocurrieron durante 1899-1905. Durante aquel periodo varias facciones políticas se unieron al movimiento y se mantuvieron unidos frente a un adversario común, el autocrático Imperio Ruso. El movimiento se separó del principal movimiento fennómano, el Partido Finlandés, debido a la competencia política entre dos generaciones de políticos que tuvieron diferentes puntos de vista sobre el estatus constitucional de Finlandia en el Imperio Ruso.
En 1907, después de una huelga general que acabó el primer período de rusificación y trajo la democracia parlamentaria con sufragio universal y un parlamento unicameral a Finlandia, el Partido Joven Finlandés participó en la primera elección parlamentaria finlandesa como un partido liberal de centroderecha. Sin embargo, ya durante el siglo XIX hubo disputas dentro del partido sobre su línea política y después de la presión de Rusia, esto favoreció que las principales diferencias entre los grupos se hicieran evidentes, incluso se discutió si se debía establecer dos facciones o partidos completamente separados. El partido se mantuvo formalmente unido, pero se dividió en dos grupos principales: los "gorriones" (varpuset) liderados por Kaarlo Juho Ståhlberg y las "golondrinas" (pääskyt) dirigidas por Jonas Castrén y Pehr Evind Svinhufvud. Los "gorriones" fueron una facción liberal que buscaban el liberalismo social y reformas sociales. Inicialmente estaban orientados en la política extranjera hacia el Reino Unido y Francia, pero después de la guerra civil finlandesa de 1918 su apoyo a Alemania aumentó sustancialmente. Los miembros de las "golondrinas" eran principalmente conservadores, una parte fundamentalmente conservadora y otra parte económicamente liberal, que no enfatizaron la necesidad de reformas sociales. Durante la Primera Guerra Mundial y especialmente después de la Guerra Civil, apoyaron a Alemania. Svinhufvud favoreció fuertemente al Imperio Alemán y apoyó un sistema político monárquico para Finlandia. Ståhlberg instó hacia una democracia total y la formación de una república en Finlandia. Durante la hegemonía de Alemania en 1918, el monarquistas ganaron la batalla política y una mayoría clara de los Jóvenes Finlandeses votaron por el príncipe alemán Frederico Carlos para que se convirtiera en el Rey de Finlandia. Solo Ståhlberg y otros pocos Jóvenes Finlandeses votaron en contra de la monarquía.

## Fin del partido
Después de la derrota de Alemania en la Gran Guerra a finales de 1918, el Partido Joven Finlandés finalmente se dividió en dos partidos nuevos. Una minoría de miembros se unió a Svinhufvud para formar el Partido Coalición Nacional conservador y monárquico (junto con la mayoría del Partido Finlandés), mientras la mayoría se unió a Ståhlberg para formar el republicano Partido Progresista Nacional. Después de la derrota del Imperio Alemán en Primera Guerra Mundial, la política monárquica colapsó y Ståhlberg, fue elegido como el primer Presidente de Finlandia el 25 de julio de 1919, convirtiéndose en el líder de la República de Finlandia.
Un pequeño partido económicamente de derecha con el mismo nombre, Jóvenes Finlandeses, se creó en la década de los 1990 y obtuvo dos escaños en el Parlamento, pero los perdió en las siguientes elecciones.

## Resultados electorales
| Elección | Votos        | Votos  | Escaños | Escaños     | Resultado             |
| Elección | N°           | %      | N°      | +/-         | Resultado             |
| -------- | ------------ | ------ | ------- | ----------- | --------------------- |
| 1907     | 121.604 (#3) | 13,65% | 26/200  | Nuevo       | Gobierno de coalición |
| 1908     | 115.201 (#3) | 14,23% | 26/200  | Sin cambios | Gobierno de coalición |
| 1908     | 122.770 (#3) | 14,50% | 29/200  | 3           | Gobierno de coalición |
| 1910     | 114.291 (#3) | 14,44% | 28/200  | 1           | Gobierno de coalición |
| 1910     | 119.361 (#3) | 14,88% | 28/200  | Sin cambios | Gobierno de coalición |
| 1913     | 102.313 (#3) | 14,13% | 29/200  | 1           | Gobierno de coalición |
| 1916     | 99.419 (#3)  | 12,50% | 23/200  | 6           | Gobierno de coalición |
| 1917a    | 299.516 (#2) | 30,17% | 61/200  | 5           | Gobierno de coalición |

aCandidatura conjunta con SP y Partido Popular.